# Kościół ewangelicki w Bażanowicach
Kościół ewangelicki w Bażanowicach – kościół ewangelicko-augsburski w Bażanowicach, w województwie śląskim w Polsce. Należy do parafii ewangelicko-augsburskiej w Cieszynie.

## Historia
Wieś Bażanowice nie posiadała nigdy wcześniej żadnego obiektu sakralnego mogącego służyć miejscowym ewangelikom. Nie było miejsca dla spotkań parafialnych, a lekcje religii odbywały się w mieszkaniach prywatnych.
Inicjatywa powstania Domu Katechetycznego zrodziła się, kiedy na przełomie lat 1977-1978 Zofia Szurman ofiarowała ziemię na rzecz parafii ewangelicko-augsburskiej w Cieszynie. Rozpoczęto starania o uzyskanie pozwolenia na budowę, a 13 marca 1978 r. miało miejsce pierwsze zebranie, na którym utworzono Komitet Wykonawczy.
3 czerwca 1978 odbyło się rozpoczęcie prac i poświęcenie placu pod budowę, w którym udział wzięli księża z Cieszyna. Kamień węgielny, poświęcony przez księdza biskupa Janusza Narzyńskiego, wmurowano 10 września 1978 r. Podczas prac budowlanych napotykano na braki potrzebnych materiałów, korzystano z pomocy z krajów zachodnich.
Salę do nauki religii oddano do użytku 16 września 1979 r., a pierwsze nabożeństwo miało miejsce 5 czerwca 1980 r. Chór działający przy kościele rozpoczął pracę 19 listopada tego samego roku.
Kościół poświęcony został przez biskupa Janusza Narzyńskiego 13 września 1981 r.

## Architektura
Kościół zaprojektował Stanisław Kwaśniewicz, Karol Gaś i Henryk Raszka (konstrukcja).
Jest to budowla dwukondygnacyjna o kubaturze 2900 m³, powstała na planie regularnego wieloboku. Główny ustrój konstrukcyjny stanowi szkielet żelbetowy oparty na słupie środkowym oraz słupach wtopionych w ściany zewnętrzne. Połacie dachowe zbudowano z drewnianych, deskowych dźwigarów kratowych i pierściennych. Na niskim parterem postawiono monolityczne żelbetowe stropy zbrojone.
Na parterze położona jest sala nabożeństw, dysponująca 180 miejscami siedzącymi. Ołtarz umiejscowiono naprzeciwko wejścia głównego. Poniżej parteru znajduje się sala katechetyczna, sala zebrań, pomieszczenia sanitarne oraz kotłownia i mieszkanie gospodarza budynku. Kondygnacje zostały połączone wewnętrzną klatką schodową.
Komin centralnego ogrzewania służy dodatkowo jako dzwonnica.